# Cidade de Lancaster
Cidade de Lancaster ou, mais raramente na sua forma portuguesa, de Lencastre (/ˈlæŋkæstər/) é um distrito do governo local de Lancashire, na Inglaterra com o status de distrito não-metropolitano que apresenta uma população de 133.914 pessoas e inclui outras cidades além de Lancaster, tais como Morecambe, Heysham e Carnforth.